# 강호철
강호철(1983년 3월 17일 ~ )은 대한민국의 성우로, 2009년 CJ ENM 성우극회 공채 7기로 입사했다.

## 애니메이션 작품

### 투니버스
- 베이블레이드 버스트 진검 (델타)
- 가정교사 히트맨 리본 (투니버스) - 10년 후 후타 (후타 델레 스텔레), 10년후 츠나 (사와다 츠나요시), 데이몬 스페이드
- 개구리 중사 케로로 (투니버스) - 토끼 우주인, 꼬치새
- 결계사 (투니버스) - 야키츠 슈
- 괴담 레스토랑 (투니버스) - 검은요정, 푸른 도깨비
- 괴도키드 1412 (투니버스) - 마르스 왕자, 경비팀
- 꿈빛 파티시엘 (투니버스) - 로진 아빠, 리키, 달리
- 꿈빛 파티시엘 프로페셔널 (투니버스) - 리키, 달리
- 너에게 닿기를 (투니버스) - 나카니시, 우치무라, 오이카와
- 닌자보이 란타로 (투니버스) - 치지고료(코마츠다 슈사쿠)
- 놓지마 정신줄 - 바닥의 정령
- 대롱대롱 요괴지롱 (투니버스) - 미트소스 병사
- 돌연변이 아일랜드 (투니버스) - 컴퓨마
- 동쪽의 에덴 (투니버스) - 의원
- 드래곤볼GT (투니버스) - 포펠, 손파라, 경비로봇, 니들, 거대 악어, 거대 원숭이
- 레터비 (투니버스) - 프로메사
- 리틀펫샵 (투니버스) - 비니
- 마리와 강아지 이야기 (투니버스) - 면직원
- 마법변신! 아이돌 프린세스 리틀프릿 - 사과 아빠
- 말하는 강아지 마사 (투니버스) - 카즈오
- 메탈베이블레이드 (투니버스) - 사라 아빠
- 명탐정 코난 (투니버스, 애니맥스) - 안덕우, 미술관장
- 뱅글뱅글타임루프 (투니버스) - 카일, 제이
- 사랑은 콩다콩 (투니버스) - 기하 아빠, 향기 아빠, 이대형, 인형극 감독
- 쇼콜라의 마법 (투니버스) - 로하
- 스켓 댄스 (투니버스) - 유도엽(신바 미치루)
- 스페이스 가디언 (투니버스) - 찰리(스페이스 가디언 그린)
- 아라다 창세전 (투니버스) - 요루나미
- 아따맘마 (투니버스) - 남자친구
- 아이 엠 스타! (투니버스) - 미카엘(츠바사 세나)
- 여기는 공원 앞 파출소 (투니버스) - 경찰
- 와라! 편의점 (MBC, 투니버스) - 매일상병
- 펭귄의 문제 (투니버스) - 폴
- 포켓몬스터 XY (투니버스) - 플라타느 박사
- 원피스 Original 7기 (투니버스) - 개굴대장
- 원피스 극장판 5기 - 저주받은 성검 (투니버스) - 토마
- 웨딩피치 (투니버스) - 가게주인 / 조이
- 지켜줘 롤리팝 (투니버스) - 우(고)
- 침략! 오징어 소녀 (투니버스) - 허바람
- 터닝메카드 W: 반다인의 비밀 (투니버스) - 디스크캐논, 버키, 켄타스콘(스콘), 하이테로
- 테니스의 왕자 (투니버스) - 후지 슈스케
- 트랜스포머 어드벤처 (투니버스) - 사이드 스와이프
- 히어로스쿨Z (투니버스) - 에이스맨
- 짱구는 못말려 (투니버스) - 의사, 이명호, 권강태, 왕건, 기자
- 안녕! 보노보노 (투니버스) - 스카
- 요괴워치! - 부유냥
- 도깨비언덕에 왜 왔니? (투니버스) - 밤까마귀
- 신비아파트 고스트볼 ZERO: 두 번째 이야기 (투니버스) - 구차귀 / 한민

### KBS
- 드래곤 에그(KBS) - 차오
- 캡슐보이 (KBS) - 몬스터
- 터닝메카드 W (KBS) - 디스크캐논, 버키, 켄타스콘(스콘)
- 터닝메카드 R (KBS) - 디스크캐논
- 파파독 (KBS) - 알렉스

### 타방송사
- 레귤러 쇼 (카툰 네트워크) - 모디카이
- 레이디버그 (EBS) - 미스터XY, 루카 쿠페
- 보이스터 (애니맥스) - 오지
- 스핀배틀 몬수노 (애니원, 챔프) - 애시
- 안녕 자두야 (SBS)
- 엠마 - 영국 사랑이야기 제 2막 (투니버스) - 토마스
- 오소마츠 6쌍둥이 (애니맥스) - 카미마츠
- 은하로 킥오프!! (애니맥스) - 노우리
- 지오메카 캡틴다이노 - 스테고탱크
- 최강! 탑플레이트 (SBS) - 강민호
- 파페포포 (SBS) - 쿠라
- 헌터 × 헌터 리메이크 (애니맥스) - 콜트피
- 헬로 카봇 유니버스 (SBS) - 디스크캐논
- 헬로 카봇 뱅 (SBS) - 잭슈트
- 정글에서 살아남기 - 마루의 어드벤처 (EBS) - 카이
- 피피루 안전특공대 (EBS) - 로커

### 영화 애니 더빙
- 극장판 명탐정 코난: 11번째 스트라이커 - 박희대 (아카기 히데오)
- 극장판 썬더일레븐 GO VS 골판지 전사 W - 성태검 (츠루기 쿄스케)
- 극장판 썬더일레븐 GO: 궁극의 우정 그리폰 - 성태검 (츠루기 쿄스케)
- 극장판 요괴워치: 탄생의 비밀이다냥! - 부유냥
- 나루토 질풍전 극장판(인연) - 숙명의 재회 (투니버스)
- 더 무비 케이온
- 드래곤볼Z - 부활의  F - 우이스
- 보루토 - 나루토 더 무비 - 미츠키
- 썸머 워즈 - 진노우치 료헤이
- 레귤러 쇼: 더 무비 - 모디카이

### 외화 드라마 더빙
- 33분 탐정 (투니버스) - 모테기 코지 (토츠기 시게유키)
- 명탐정 코난 드라마스페셜 - 괴조 전설의 수수께끼 (투니버스) - 천경민
- 명탐정 코난 드라마스페셜 - 남도일의 부활 (투니버스) - AD / 요리사2
- 시험의 신 (투니버스) - 담임
- 유성왜건 (채널J) - 센가
- 이브(EBS) - 잭
- 죽어도 예쁜 걸 (투니버스) - 찰리 (제이 케네디-해리스)
- 퓨어엔젤 미라클 매직 (투니버스) - 진행요원

### 드라마씨디
- 드래곤 레이디 (NOX) - 오펜바하
- 눈물의 맛 (ACO) - 신주원 외
- B씨의 반복되는 하루 (ACO) - 벽계수 외
- 입술 (夜海) - 김택승
- 랑가쥬 (ACO) - 기라민
- 격발 (夜海) - 쌩쌩이 외
- 밀애/갈애 (ACO) - 김산
- 테일코트 (夜海) - 김현요
- 소실점 (ACO) - 강이준
- 울프 인 더 하웃 (ACO) - 백산
- 하프라인 (ACO) - 이하준

### 기타 종료
- 켠김에 왕까지 (온게임넷) - 내레이션

### 게임 더빙
- 볼링킹 - 이슐 이- 나레이션
- 아르피엘 - 브레이븐, 벤트, 앙고라, 롭
- 에덴의 너머 - 조슈아 에드닉
- 윈드소울 - 레오
- 재배소년 - 포도, 크랜, 네펜데스, 글레이, 알비트리톤
- 하이퍼유니버스 - 카인
- 파이널 판타지 14 - 아이메리크
- 음양사 - 판관, 주천동자, 일목련
- 연극반 스캔들 - 윤건우
- 스텔라비스 - 오든 일레인

### KBS다큐 더빙
- 2016.12.25 KBS 성탄특집 <언더우드의 유언>
- 2018.01.16 KBS 신년특집 <생명의 숲 우리 곁에 서다>
- 2018.06.06 KBS 특집다큐 <떠오르는 물산업 골든타임을 잡아라>

## 참조
- 강호철[깨진 링크(과거 내용 찾기)] - 투니버스 소개 페이지